# MoniCa
MoniCa (afkorting voor MONItoring CAsco) is een systeem van Rijkswaterstaat dat de meetgegevens afkomstig uit lusdetectoren van hoofdzakelijk autosnelwegen verzamelt. Deze gegevens betreffen bijvoorbeeld snelheid en intensiteit op minuutbasis.
Rijkswaterstaat heeft zeven regionale MoniCa-systemen. Deze zijn met elkaar verbonden en wisselen hun informatie met elkaar uit. In principe kan op deze manier alle informatie in elke regio beschikbaar worden gemaakt.